# K-9 (série de televisão)
K-9 é uma série de comédia e aventura anglo-australiana focando nas aventuras do cão robô K-9, do programa de televisão da BBC Doctor Who. É destinado a um público de jovens de 11 a 15 anos. A única temporada do programa foi feito em Brisbane, Austrália, com financiamento de co-produção da Austrália e do Reino Unido. Ele foi ao ar de 2009 a 2010, sobre Ten Network, na Austrália e no Disney XD do Reino Unido, bem como a ser transmitido em outros canais do Disney XD na Europa.

## Desenvolvimento
O co-criador de K-9, Bob Baker, tinha procurado por muito tempo para produzir uma série de televisão estrelada pelo personagem. De fato, em 1997, a Doctor Who Magazine: anunciou que Baker e produtor Paul Tams estavam produzindo uma série com piloto de quaro partes chamado provisoriamente de As Aventuras de K9. A revista afirmou que o piloto seria filmado esse ano "em um orçamento" de sete dígitos, e que a BBC havia manifestado interesse em adquirir os direitos de transmissão. No entanto, financiamento revelou-se evasivo, e, apesar de persistente rumores, a série permaneceu na "caixa" por muitos anos.
Em 2006, Jetix Europe anunciou que eles estavam em "parceria" com Baker, Tams, e a distribuidora sede Londres Park Entertainment para desenvolver uma série de 26 partes, em seguida, intitulada K9 Adventures e ambientado no espaço. Este anúncio, programado para coincidem com K-9 do retorno ao Doctor Who no episódio "School Reunion", foi pego nos meios de comunicação britânicos e fãs de Doctor Who. Em 2007, Park Entertainment revelou que o principal cenário para a série (pelo então renomeado K9) seria o Platte, "uma velha nave espacial de classe Prairie" uma vez utilizado para a colonização de asteróides.

## Produção
Cada episódio de K-9 é de 30 minutos de duração, feito para Disney XD (anteriormente Jetix) e Ten Network, por Stewart & Wall Entertainment em associação com a empresa de distribuição baseada em London Park Entertainment.  O projeto está sendo supervisionado por Baker; o conceito série de televisão foi desenvolvido por escritores australianos Shane Krause e Shayne Armstrong, em associação com Baker e Paul Tams. Krause e Armstrong são os principais escritores da série; quatro episódios foram escritos por Queensland, escritor Jim Noble. A série é produzida por Penny Wall e Richard Stewart de Stewart & Wall Entertainment e Simon Barnes do Park Entertainment. Grant Bradley de Daybreak Pacific e Jim Howell são os produtores executivos. Michael Carrington, diretor de animação e programa de aquisições para a BBC Children, disse que a BBC tinha declinado a oportunidade de estar envolvido na produção de uma série K-9, dizendo: "À medida que a BBC já está comprometida com uma série de projetos spin-off, concluímos que uma série K9 pode ser simplesmente uma extensão muito longe." caracteres BBC de propriedade, como o Doutor não vai aparecer na série, devido a considerações de direitos.
Em julho de 2007, a Australian Film Finance Corporation aprovou o financiamento para a série, e que o programa tinha sido pré-vendidos a Ten Network

## Episódios
| # | Título                            | Exibição original      | Código de produção |
| --- | --------------------------------- | ---------------------- | ------------------ |
| 01 | "Regeneration"                    | 31 de outubro de 2009  | 142.817-1          |
| Enquanto Starkey e Jorjie estão tentando escapar da polícia, eles se refugiam em uma grande casa individual, agora a residência do cientista recluso, Professor Gryffen. Eles vêm através de dois Jixen guerreiros e um cachorro-robô, K-9 Mark I. Após a batalha que se seguiu com os Jixen, K-9 regenera ... |                                   |                        |                    |
| 02 | "Libertation"                     | 09 de outubro de 2010  | 142.817-2          |
| Tendo sido "marcado" por Jixen limo, Starkey está em escondendo do Departamento e do guerreiro Jixen que sobreviveu a explosão de K9. Jorjie diz Starkey que o Departamento está aprisionando Aliens, e K9 voa para investigar. A mãe de Jorjies acaba por ser inspector Departamento de junho Turner, e não há um confronto como os jovens e K9 tentar ajudar a liberar os estrangeiros inocentes. Starkey confronta o Jixen com conseqüências terríveis. |                                   |                        |                    |
| 03 | "The Korven"                      | 03 de abril de 2010    | 142.817-3          |
| Starkey é sem-teto e K9 e Jorjie tentar ajudar. Assistente Darius os contata de Gryffen após o Professor, um agorafóbico, desaparece da mansão. Um aviso a partir do século 50 é recebido, e K9 e os jovens dão a perseguição a um alien-sugando mente chamado de Korven, que arrebatou Gryffen. |                                   |                        |                    |
| 04 | "The Bounty Hunter"               | 04 de abril de 2010    | 142.817-4          |
| K9 torna-se confuso sobre sua perda de memória quando um estrangeiro "caçador de recompensas" chega e se junta a um inspector Departamento mal chamado Drake. Acabe, o Caçador de Recompensa, afirma que há um preço na cabeça de K9 pelo assassinato de um delegado paz galáctica no século 50. |                                   |                        |                    |
| 05 | "Sirens de Ceres"                 | 10 de abril de 2010    | 142.817-5          |
| Drake usa uma substância alienígena estranho em um grupo de crianças da escola em um experimento para ganhar o controle da população. Jorjie se depara com o plano, e K9 e Starkey tem que encontrar e destruir os dispositivos de controle. |                                   |                        |                    |
| 06 | "Fear Itself"                     | 11 de abril de 2010    | 142.817-6          |
| Londres está fora de controle; motins entram em erupção devido ao medo irracional. O foco da paranóia é baseado em um ferro-velho de idade, onde uma consciência alienígena estranho é no trabalho. K9 descobre a emoção do medo para si mesmo em sua tentativa de frustrar o desconhecido. |                                   |                        |                    |
| 07 | "The Fall of The House of Gryffe" | 12 de junho de 2010    | 142.817-7          |
| Darius, Starkey e Jorjie passar uma noite muito assustador na mansão de Gryffen, como espectros do passado de Gryffen materializar, causando caos. K9 vê os "fantasmas" para o que eles realmente são, e o grupo tem que convencer Gryffen antes que as forças de vida dos jovens são drenada de modo que os seres alienígenas de energia pode tomar a forma física.                                                                                       |                                   |                        |                    |
| 08 | "Jaws of Orthrus"                 | 17 de abril de 2010    | 142.817-8          |
| Inspector Drake é atacado por K9, ou assim parece. Junho Turner e do Departamento têm ordens para capturar K9 e destruí-lo. No entanto, a Starkey descobre Drake teve um duplo básico de K9 construído para desacreditá-lo. |                                   |                        |                    |
| 09 | "Dream-Eaters"                    | 18 de abril de 2010    | 142.817-9          |
| Uma antiga pedra obelisco é desenterrado pelo Departamento, e uma força alienígena é desencadeada que, literalmente, começa a induzir todos a dormir e sonhar. O Bodach alimentam de ondas cerebrais, e que melhor do que entradas pesadelos humanos? |                                   |                        |                    |
| 10 | "Curse of Anubis"                 | 24 de abril de 2010    | 142.817-10         |
| K9 atende aos Anubians, uma corrida que ele ajudou em seu passado há muito esquecido. Uma vez plácido, essas criaturas já se tornaram belicistas. Eles enganar K9 por adorá-lo como seu salvador, um Deus verdadeiro. Darius vê através do plano e tenta frustrar a invasão alienígena. |                                   |                        |                    |
| 11 | "Oroborus"                        | 25 de abril de 2010    | 142.817-11         |
| K9 percebe uma mudança de comportamento dentro de seu grupo de amigos e descobre que o próprio tempo está sendo interrompido. Pequenos pedaços de tempo estão sendo "devorado". A "Time Snake" invadiu, e Starkey faz uma descoberta que significa que apenas só ele pode enfrentar o Oroborus e oferecer-se como uma refeição para derrotar a criatura.                                                                                                   |                                   |                        |                    |
| 12 | "Alien Avatar"                    | 01 de maio de 2010     | 142.817-12         |
| Seguindo The Thames sendo fortemente poluído por um produto químico estrangeiro, K9 descobre o estrangeiro "medos" são presos por Drake e eles precisam de uma "chave" especial a ser feita para o lançamento de sua nave espacial. |                                   |                        |                    |
| 13 | "Alien Avatar"                    | 02 de maio de 2010     | 142.817-13         |
| Londres está sendo bombardeado por ondas sonoras estranhas que causam pânico em massa. K9 e Starkey estão na trilha do estrangeiro, identificado por Gryffen como um AEOLIAN. Darius tenta desesperadamente resgatar Jorjie como ela está presa pela queda de detritos. |                                   |                        |                    |
| 14 | "The Last Oak Tree"               | 08 de maio de 2010     | 142.817-14         |
| Pânico resulta quando uma peça de museu é roubado e K9, Starkey, Darius e Jorjie estão na trilha do culpado só para encontrar uma ameaça gigante que esconde nos esgotos de Londres abandonadas. No entanto, é o Alien realmente uma ameaça ou é Drake o mal maior? |                                   |                        |                    |
| 15 | "Black Fome"                      | 09 de maio de 2010     | 142.817-15         |
| O Departamento está usando um dispositivo experimental que literalmente come lixo. Darius vê uma oportunidade de ganhar algum dinheiro e arrebata o dispositivo. No entanto, o vírus alienígena no dispositivo escapa e ameaça devorar tudo o que toca |                                   |                        |                    |
| 16 | "The Spy Cambridge"               | 15 de maio de 2010     | 142.817-16         |
| Um acidente envolve o STM, e Jorjie é levado de volta no tempo a 23 de Novembro de 1963. K9 e Starkey seguir para resgatá-la e tornar-se envolvido em um spy-anel e uma corrida contra o tempo para salvar Darius de nunca ter existido. |                                   |                        |                    |
| 17 | "Lost Library of Ukko"            | 16 de maio de 2010     | 142.817-17         |
| Inspector Thorne cria uma armadilha para K9 e Starkey é levada para um planeta distante tudo contido dentro de um cartão de biblioteca alienígena. O bibliotecário chega para recuperar o cartão, e K9 e amigos precisam de ajuda de junho para resgatar Starkey e ensinar uma lição Thorne. |                                   |                        |                    |
| 18 | "Mutant Copper"                   | 22 de maio de 2010     | 142.817-18         |
| O CCPC de está caçando um oficial desonestos que desenvolveu uma personalidade e consciência. K9, Starkey e Jorjie tomar o CCPC desonestos de volta para a mansão de Gryffen e escondê-lo de O Departamento, apenas para enfrentar o cobre mutante causando caos. |                                   |                        |                    |
| 19 | "The Custodians"                  | 23 de maio de 2010     | 142.817-19         |
| "Little Green Men" é um novo jogo de realidade virtual que está varrendo a nação. No entanto, ele tem um segredo escondido. Ele tem um link para um estrangeiro que transforma os seres humanos em sua própria espécie. K9 e Starkey corrida para salvar Darius e Jorjie de ser transformado em escamosas criaturas verdes. |                                   |                        |                    |
| 20 | "Taphony and Loop Time"           | 02 de outubro de 2010  | 142.817-20         |
| Gryffen tenta liberar um tempo de ser preso pelo departamento. Ele foi responsável por uma experiência que comprou o "Tempo em branco" para ser e K9 auxilia-lo em seu plano. Infelizmente, o branco, sob o disfarce de uma menina (Taphony), gira em torno de Gryffen e começa a drenar a força vital de Jorjie em uma tentativa de estabilizar sua existência. Estrelas convidadas Maia Mitchell como Taphony.                                           |                                   |                        |                    |
| 21 | "Robot Gladiators"                | 16 de outubro de 2010  | 142.817-21         |
| Darius e K9 ir disfarçado para expor um criminoso que está usando a tecnologia robô ilegal no que ele chama de "destruct-ertainment". K9 torna-se um Gladiador e tem de enfrentar o mal "dor-maker" em uma batalha até a morte. Mas qual é o plano secreto sinistro instigado por Thorne? |                                   |                        |                    |
| 22 | "Snap Minds"                      | 23 de outubro de 2010  | 142.817-22         |
| K9 está usando o STM para tentar rectificar a sua perda de memória de eventos antes de sua chegada e regeneração. Gryffen e Starkey descobri-lo ligado à máquina, o que cria um feed-back, e K9 perde todo o controle de sua memória e programação. Ele torna-se um perigo para todos e começa seu programa de auto-destruição. |                                   |                        |                    |
| 23 | "Angel of the North"              | 30 de outubro de 2010  | 142.817-23         |
| Gryffen é tomado por Thorne em um terno especial VR invólucro para o local do acidente do "Fallen Angel", a nave espacial que o STM foi tomada a partir. Nas planícies geladas do Canadá, Gryffen enfrenta seus próprios demônios e do temido Korven. K9 e Starkey tentar resgatar Gryffen desta mais maligno de ameaças alienígenas. |                                   |                        |                    |
| 24 | "The Last Precinct"               | 06 de novembro de 2010 | 142.817-24         |
| Um grupo de vigilantes de ex-policiais descobrem que o Departamento está atualizando os CCPC Com tecnologia estrangeira, e tomar uma posição, mantendo Gryffen refém. K9 e Starkey combater os invasores enquanto Darius pode pegar até seu passado. |                                   |                        |                    |
| 25 | "Hound do Korven"                 | 13 de novembro de 2010 | 142.817-25         |
| Thorne seduz K9 para entregar o seu disco de regeneração em troca de seu chip de memória desaparecida. Como uma cruz dupla, o chip falsificado contém uma sequência de giro K9 em uma bomba. Starkey é tomada por um Jixen que tem algumas surpresas para K9 e os amigos também. |                                   |                        |                    |
| 26 | "The Eclipse of the Korven"       | 20 de novembro de 2010 | 142.817-26         |
| Um estranho fenômeno ocorre no STM que anuncia a chegada iminente de uma invasão Korven. Thorne está tramando para ajudá-los e tem como seu back-up uma criatura gigante sinistra que tem disco regeneração do K9 implantados tornando-se uma arma indestrutível. K9 enfrenta seu maior ameaça de sempre. |                                   |                        |                    |

## Transmissão
O primeiro episódio foi ao ar como uma prévia da série sobre Halloween de 2009 no canal por satélite Disney XD, no Reino Unido e Irlanda. A série completa mais tarde foi ao ar na Ten Network, na Austrália, Disney XD no Reino Unido e Irlanda, Escandinávia, Polônia, Itália e Países Baixos; Disney Channel na Bulgária, Romênia, Moldávia, Eslováquia, Hungria e República Checa. Posteriormente, foi distribuído em todo o mundo, inclusive no Channel 5, no Reino Unido e no Cartoon Network na Nova Zelândia. No Reino Unido, Channel 5 transmitiriam a primeira temporada entre dezembro de 2010 e abril de 2011. O canal a cabo Syfy, dos EUA começou a ser exibida a série em 25 de dezembro de 2012, inicialmente, queriam transmitir toda a primeira temporada em uma maratona durante todo o dia.

## Prêmios
Em 2009, Armstrong e Shayne SP Krause, escritores e programadores da série para a televisão, ganharam o Prêmio John Hinde para a Ciência-Ficção no Australian Writers Guild para o seu roteiro para o episódio "The Fall of the House of Gryffen". O episódio também foi indicado na categoria de Melhor Episódio para crianças em 2013.
Em 2010, Tony O'Loughlan, Diretor de Fotografia para o show, ganhou dois prêmios de bronze no Queensland e Território do Norte cinematógrafo prêmios por seu trabalho sobre os episódios Angel of the North e The Eclipse of the Korven.

## Filme
Em 24 de outubro de 2015, Bob Baker e Paul Tams anunciaram o filme K9: TimeQuake que é destinado para cinemas em 2017 e tem como característica o cão robô enfrentando vilão da série clássica de Doctor Who "Omega", no espaço profundo.

## Futuro
Criadores da série afirmaram que uma segunda série está em desenvolvimento. Um novo projeto de K9 para a segunda temporada foi programado para ser revelado por Bob Baker e Paul Tams no que compram em 27 de julho de 2013. Bob Baker disse um entrevistador em 2014, "Paul e eu estamos no processo de obtenção de uma outra série vai. Espero que não leva mais onze anos!". Paul Tams revelou em uma página Kickstarter para seu proposto Marti série que ele e Baker estão em um acordo de produção prolongada antes de trazer de volta a série em um reboot intitulado de K9 Adventures